# Tomašica (Garešnica)
Tomašica is een plaats in de gemeente Garešnica in de Kroatische provincie Bjelovar-Bilogora. De plaats telt 396 inwoners (2001).